# Hortizó absolut

Analogia reticular de la deformació de l'espai-temps causada per una massa planetària.

En relativitat general, un horitzó absolut és una frontera en l'espai-temps, definida respecte a l'univers extern, dins de la qual els esdeveniments no poden afectar un observador extern. La llum emesa dins de l'horitzó mai pot arribar a l'observador, i qualsevol cosa que passi a través de l'horitzó des del costat de l'observador no la torna a veure mai més. Un horitzó absolut es considera com el límit d'un forat negre.
En el context dels forats negres, l'horitzó absolut es coneix generalment com a horitzó d'esdeveniments, tot i que sovint s'utilitza com un terme més general per a tots els tipus d'horitzons. L'horitzó absolut és només un tipus d'horitzó. Per exemple, distincions importants  s'ha de fer entre horitzons absoluts i horitzons aparents; la noció d'horitzó en la relativitat general és subtil i depèn de distincions fines.

## Definició
Un horitzó absolut només es defineix en un espai-temps asimptòticament pla, és a dir, un espai-temps que s'acosta a l'espai pla a mesura que s'allunya de qualsevol cos massiu. Exemples d'espai-temps asimptòticament plans inclouen els forats negres de Schwarzschild i Kerr. L'univers FRW –que es creu que és un bon model per al nostre univers– generalment no és asimptòticament pla. No obstant això, podem pensar en un objecte aïllat en un univers FRW com si fos gairebé un objecte aïllat en un univers asimptòticament pla.
La característica particular de la planitud asimptòtica que es necessita és una noció de "futur infinit nul". Aquest és el conjunt de punts als quals s'acosten asimptòticament els raigs nuls (per exemple, els raigs de llum) que poden escapar fins a l'infinit. Aquest és el significat tècnic d'"univers extern". Aquests punts només es defineixen en un univers asimptòticament pla. Un horitzó absolut es defineix com el con nul passat d'un infinit nul futur.

## Naturalesa de l'horitzó absolut
La definició d'horitzó absolut de vegades s'anomena teleològica, és a dir, que no es pot saber on es troba l'horitzó absolut sense conèixer tota l'evolució de l'univers, inclòs el futur. Això és tant un avantatge com un desavantatge. L'avantatge és que aquesta noció d'horitzó és matemàticament convenient i no depèn de l'observador, a diferència dels horitzons aparents, per exemple. El desavantatge és que requereix que es conegui la història completa (fins al futur) de l'espai-temps, cosa que fa que els horitzons d'esdeveniments no siguin adequats per a proves empíriques. En el cas de la relativitat numèrica, on un espai-temps simplement evoluciona cap al futur, només es pot conèixer una porció finita de l'espai-temps.